# Sint-Hubertuskerk (Wakkerzeel)

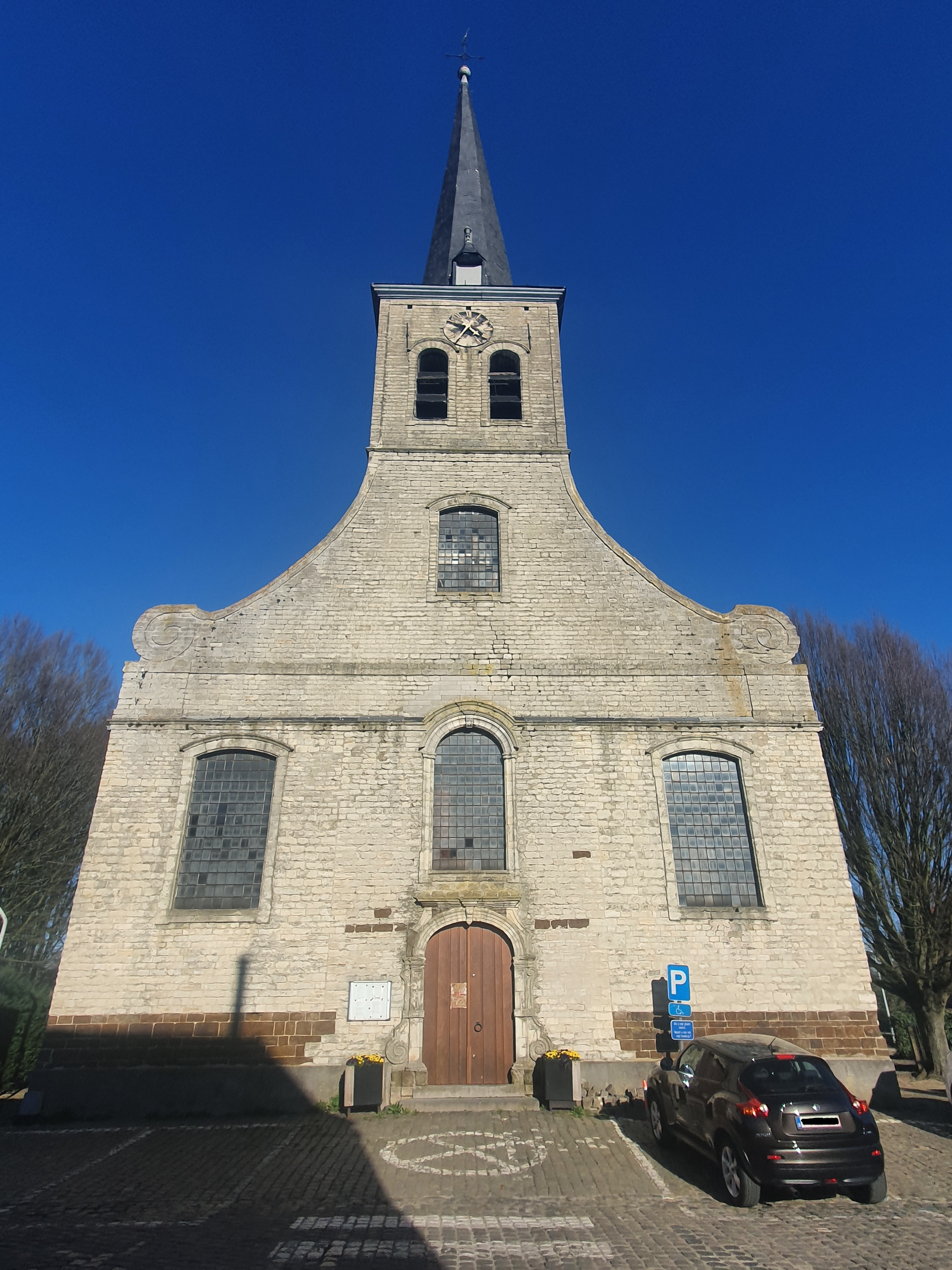
Sint-Hubertuskerk

De Sint-Hubertuskerk is de parochiekerk van de tot de Vlaams-Brabantse gemeente Haacht behorende plaats Wakkerzeel, gelegen aan de Pastoriestraat.

## Geschiedenis
Wakkerzeel was een bedevaartsoord. Al in 1230 werd melding gemaakt van een aan Sint-Hubertus gewijde kapel die bediend werd door de Norbertijnen van de Abdij van Park. Wakkerzeel werd in 1577 een zelfstandige parochie.

## Gebouw
De kerk was een gotisch gebouw, waarvan het 16e-eeuwse koor en de toren nog bewaard zijn gebleven. In 1742 brandde de kerk af. Schip en zijbeuken werden in 1744 herbouwd in classicistische stijl, met steekboogvensters. De toren kreeg een 17e-eeuws portaal en een barokvenster en de voorgevel werd in zandsteen uitgevoerd. In de 18e eeuw werd de bovenste geleding van de toren herbouwd.

## Interieur
De kerk bezit twee schilderijen van Pieter Jozef Verhaghen (einde 18e eeuw). Er is een laatgotisch kruisbeeld uit de 16e eeuw. Ook zijn er 18e-eeuwse beelden in barokstijl.
De altaren zijn in Lodewijk XV-stijl en Lodewijk XVI-stijl. In dezelfde stijl werd een deel van het kerkmeubilair uitgevoerd.